# Tentative de coup d'État de 2013 en Libye
La tentative de coup d'État de 2013 en Libye est une tentative de coup d'État orchestrée en Libye par un groupe de membres du Congrès général national (CGN) pour prendre le contrôle du pays des mains du Premier ministre libyen Ali Zeidan. Zeidan est enlevé aux premières heures du 10 octobre 2013 par des hommes armés, puis libéré quelques heures plus tard après qu'une milice pro-gouvernementale ait pris d'assaut le lieu où il était détenu. Après sa libération, Zeidan affirme qu'il s'agissait d'une tentative de coup d'État orchestrée par deux milices proches des membres du CGN.

## Contexte
À la suite de la guerre civile libyenne, le nouveau gouvernement libyen manque de forces de police et d'armée efficaces. Alors qu'il tente de constituer ses propres forces de sécurité centralisées, le gouvernement libyen coopte et emploie diverses milices. Bien que payées par les ministères de la Défense et de l'Intérieur, nombre de ces groupes ne sont pas entièrement sous le contrôle du gouvernement libyen ne lui sont pas fidèles[réf. nécessaire].
Le 5 octobre 2013, des membres de la "Delta Force" de l'United States Army capturent Anas al-Liby à Tripoli, en Libye. Al-Liby travaillait comme analyste informatique pour Al-Qaïda et était recherché par les États-Unis pour son rôle dans les attentats de 1998 contre l'ambassade américaine''. Un jour après sa capture, Al-Liby est détenu par l'armée à bord du navire USS San Antonio, en mer Méditerranée. Il sera transféré par la suite à New York pour y être jugé.
Les responsables américains affirment que le gouvernement libyen a approuvé le raid, bien que celui-ci ait officiellement nié toute implication et qualifié l'incident d'enlèvement. Malgré ces dénégations officielles, de nombreux Libyens pensent que leur gouvernement est impliqué, ou du moins a approuvé le raid. De ce fait, le gouvernement islamiste est vivement critiqué, et une manifestation anti-gouvernementale a lieu à Benghazi le lundi 7 octobre.

## Événements

### Capture
Aux premières heures du jeudi 10 octobre 2013, Ali Zeidan est enlevé à l'hôtel Corinthia (en) à Tripoli par des militants armés et emmené dans un lieu tenu secret'. Le groupe, composé de 150 personnes, arrive apparemment à l'hôtel dans des camionnettes, puis un grand groupe entre dans le bâtiment, certains militants restent à la réception tandis que d'autres se dirigent vers le 21e étage, où séjourne Zeidan. Les militants affrontent les gardes du corps de Zeidan avant de l'arrêter. Celui-ci n'oppose aucune résistance pendant qu'on l'emmène, les militants le font ensuite sortir de l'hôtel vers 5 heures 15. Personne n'est tué lors de l'enlèvement de Zeidan.
Ali Zeidan affirme par la suite que les ravisseurs ne semblaient pas avoir de plan entièrement élaboré et qu'ils ne savaient pas où l'emmener après son enlèvement. Zeidan déclare que ses ravisseurs ont d'abord tenté de l'emmener à Zawiya, mais ont ensuite décidé de l'emmener dans le quartier du front de mer de Sha'ab à Tripoli, avant de finalement décider de l'emmener au bâtiment du CCA à Fornaj. Zeidan mentionne également que les rues de Tripoli étaient dépourvues de patrouilles de sécurité pendant son enlèvement.

### Confusion
L'enlèvement sème la confusion pendant plusieurs heures et de nombreux habitants de Tripoli craignent qu'un coup d'État ne soit en cours. Le Cabinet du Premier ministre libyen dément les premières informations faisant état d'un enlèvement via sa page Facebook. Il reconnaît ensuite l'enlèvement et affirme avoir été contraint par les ravisseurs de nier toute information. Les unités de police quittent la zone de l'hôtel Corinthia et le bureau du Premier ministre, et sont remplacées par des miliciens anti-gouvernement qui affirment que Zeidan a été arrêté. Abdel-Moneim al-Hour, un responsable du comité de lutte contre la criminalité du ministère de l'Intérieur, affirme également que Zeidan est en état d'arrestation et serait accusé d'atteinte à la sécurité de l'État. En réponse à la crise, le gouvernement libyen se réunit en urgence au ministère de l'Electricité.
La milice Zintan, l'un des groupes armés les plus puissants de Libye, se range du côté du gouvernement, mobilise des unités et menace de se diriger vers Tripoli et de "niveler" les bases des milices responsables de l'enlèvement.
Le groupe Libyan Revolutionaries Operations Room déclare avoir enlevé Zeidan en réaction à l'implication du gouvernement libyen dans la capture américaine d'Anas al-Liby, et ses déclarations de fin septembre appelant à l’envoi d’une force internationale en Libye pour désarmer et liquider les milices révolutionnaires qui ont travaillé avec l’OTAN pour renverser et tuer le dirigeant libyen Mouammar Kadhafi. Le groupe affirme également avoir agi "sur ordre du procureur", bien que le parquet nie avoir émis un mandat d'arrêt contre Zeidan.
Le président du CGN, Nouri Bousahmein, rend visite à Zeidan et à ses ravisseurs pendant une vingtaine de minutes, tentant de les persuader de le libérer. Le vice-ministre de la Défense, Khaled al-Sharrif, venu avec Bousahmein, reste sur les lieux de détention plusieurs heure après le départ du leader du CGN, tentant également de persuader les ravisseurs de libérer Zeidan.

### Libération
Le bâtiment où Zeidan est détenu est encerclé par des habitants de Fornaj et des unités pro-gouvernementales, dont la Première Brigade de soutien sous le commandement de Haitham Tajouri et la 106e Brigade. La première brigade de soutien tente de négocier avec les ravisseurs de Zeidan, mais finalement, celui-ci est libéré après que la 106e brigade et les résidents locaux aient pris d'assaut le bâtiment''. Au moment de sa libération, Zeidan a été détenu pendant moins de six heures.

## Conséquences
L'enlèvement est condamné par les États-Unis, le Royaume-Uni, la France et l'ONU, qui promettent tous leur soutien à la transition de la Libye vers la démocratie.
Après la libération de Zeidan, le gouvernement libyen publie une déclaration accusant deux groupes d'anciens rebelles, la Cellule opérationnelle des révolutionnaires libyens et l'Agence de lutte contre la criminalité, d'être responsables de l'enlèvement.
Bien qu'ayant revendiqué la responsabilité de l'enlèvement, les groupes nient après la libération de Zeidan, avoir joué un rôle dans l'enlèvement et affirment que toutes les déclarations contraires dans les médias sont fausses'.
Lors d'une conférence de presse tenue plus tard le même jour, le président du CGN, Nouri Bousahmein, revendique la création de la Cellule d'opérations des révolutionnaires libyens en juillet 2013, affirmant l'avoir fait pour protéger Tripoli et diverses institutions de l'État. Il nie toutefois que la Cellule d'opérations des révolutionnaires libyens ait agi sous ses ordres.
Une source au sein du bureau du procureur général révèle au Libya Herald le 10 octobre qu'Abdelmonem Al-Said, directeur de l'Agence de lutte contre la criminalité du district de Fornaj à Tripoli, fait l'objet d'une enquête du procureur général pour son rôle dans l'enlèvement de Zeidan. La source affirme également que le mandat d'arrêt prétendument signé par le procureur général est un faux et que plusieurs autres responsables de la sécurité étaient au courant du projet d'enlèvement la semaine précédant celui-ci, mais n'auraient pas agi.

### Accusations
Dans un discours télévisé à la nation le 11 octobre, Zeidan qualifie l'incident de tentative de coup d'État et en impute la responsabilité à un parti politique anonyme du CGN. Zeidan affirme que ce parti n'a pas réussi à rassembler suffisamment de voix au CGN pour le destituer de son poste de Premier ministre par des moyens constitutionnels et a donc eu recours à la force. Zeidan promet également une réponse ferme à ses ravisseurs et évoque la possibilité d'une répression imminente de la part du gouvernement libyen. Il déclare également qu'un comité de crise, comprenant des révolutionnaires, a été formé et que les fonds destinés à la police et aux forces de sécurité, jusque-là retardés, ont désormais distribués par la Banque centrale de Libye. Il nie également que Nouri Bousahmein, le président du CGN, ait joué un rôle quelconque dans l'enlèvement.
Lors d'une conférence de presse dans l'après-midi du 20 octobre, Zeidan nomme plusieurs des personnes qu'il accuse d'être responsables de son enlèvement. Il affirme que Mustafa Treiki et Mohamed al-Kilani, tous deux membres indépendants du Congrès général national de Zaouïa, sont les dirigeants politiques derrière l'enlèvement. Kilani, en particulier, est considéré comme un islamiste radical. Pendant la guerre civile libyenne, Kilani et Treiki ont tous deux servi dans une brigade rebelle connue sous le nom de Brigade des Martyrs de la Zaouïa. Kilani en était le commandant tandis que Treiki en était un membre dirigeant. Tous deux sont considérés comme proches du Groupe islamique combattant en Libye, bien qu'aucun des deux n'en soit membre. Kilani a également été une figure clé du CGN, ayant combattu pour la prise de Bani Walid (en) en octobre 2012[réf. nécessaire].
Parmi les autres personnes citées par Zeidan figurent Abdul Hakkim Belazi, porte-parole officiel de l'Agence de lutte contre la criminalité, et un certain Ramadan Zaamit. Zeidan affirme également avoir été interrogé par Abdelmonem Al-Said, responsable local de l'Agence de lutte contre la criminalité, lors de sa détention dans les locaux de l'Agence, rue Fornaj, ainsi que par Adel Al-Said et Abdulraouf Al-Minae.
Zeidan déclare également que son téléphone portable lui a été confisqué pendant sa détention, mais que son opérateur l'a aidé à le récupérer. Le téléphone a finalement été retrouvé dans les locaux du GNC[Quoi ?].

### Réponse des ravisseurs présumés
Treiki et Kilani convoquent à leur tour une conférence de presse le soir du 20 octobre pour répondre aux affirmations de Zeidan, qu'ils nient, le qualifiant de « menteur ». Ils affirment que Zeidan cherche plutôt à les blâmer pour détourner l'attention de ses propres échecs et qu'il cherche à sortir de cet incident en héros. Ils admettent cependant avoir précédemment tenté, sans succès, d'organiser une motion de censure contre le CGN afin de renverser le gouvernement de Zeidan.
Abdelmonem al-Said (commandant de l'unité Fornaj du CCA) partage la tribune avec Treiki et Kilani lors de la conférence de presse. Contrairement aux dénégations de Treiki et Kilani, il se déclare fier d'avoir arrêté Zeidan et l'accuse d'implication dans des affaires de drogue et de corruption. Il affirme également que de la drogue a été trouvée dans la voiture de Zeidan quelques mois auparavant, en juin 2013, et qu'il n'existe aucune preuve que Zeidan bénéficie d'une quelconque immunité politique contre les arrestations et les poursuites.
Les membres du GNC[Quoi ?] bénéficient de l'immunité, ce qui signifie qu'aucune enquête ni poursuite ne peut être engagée contre eux tant que leur immunité n'est pas levée. Le GNC[Quoi ?] peut toutefois voter la levée de l'immunité de ses membres en exercice, comme ce fut le cas début octobre 2013, lorsque l'immunité de plusieurs membres du GNC[Quoi ?] accusés de diffamation envers des membres du parti Justice et Construction a été levée.